# Mardi Gras Marathon

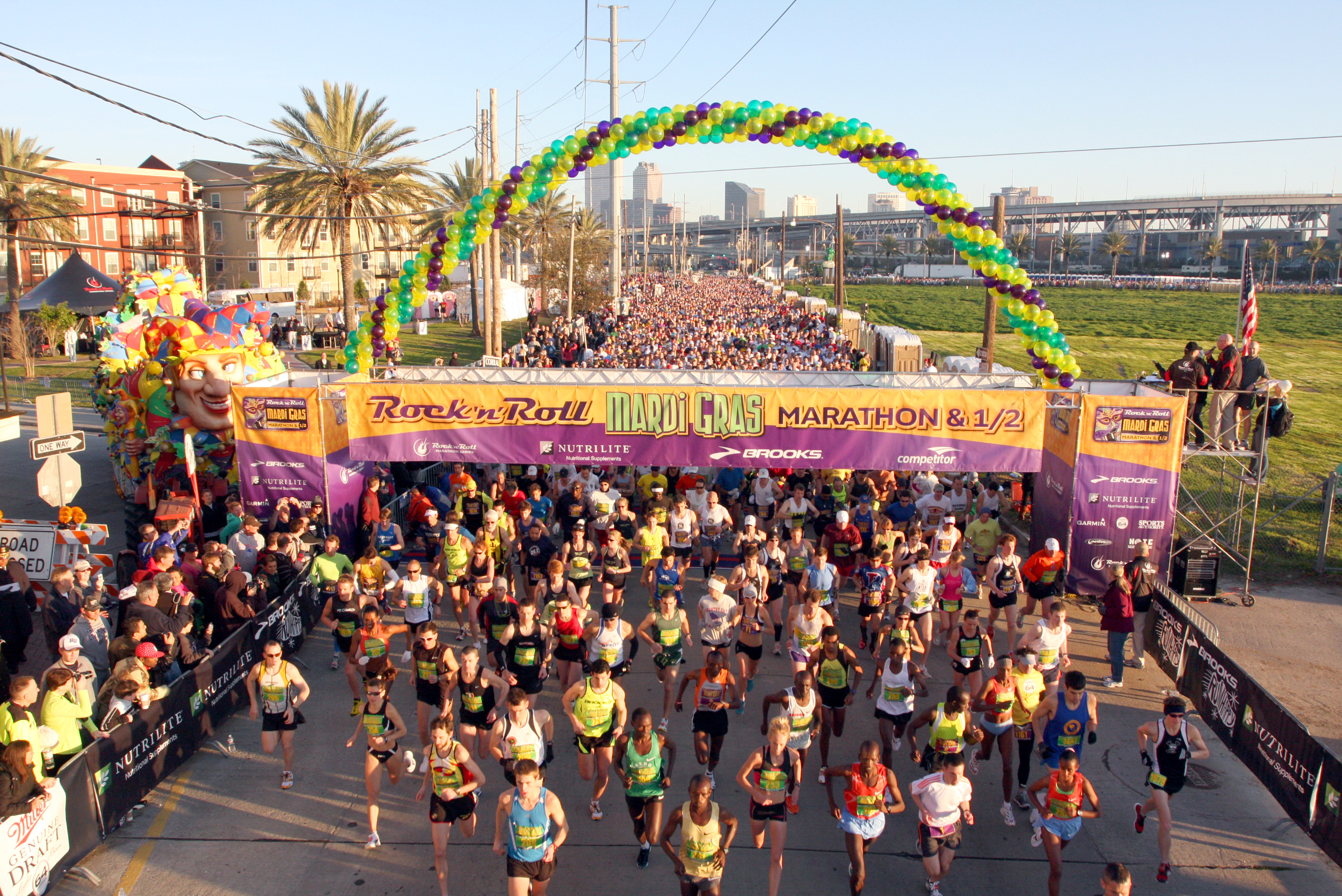
Der Start des Marathons 2010

Der Mardi Gras Marathon ist ein Marathon, der seit 1965 in New Orleans stattfindet. Seinen Namen erhielt er wegen der zeitlichen Nähe zu den Mardi-Gras-Feierlichkeiten. Zum Programm gehört auch ein Halbmarathon.

## Geschichte
2009 wurde die Traditionsveranstaltung, die zuvor vom New Orleans Track Club (NOTC) ausgerichtet wurde, von der Competitor Group übernommen und in ihre Rock ’n’ Roll-Marathon-Serie integriert.
Bei der Premiere des nun offiziell Rock ’n’ Roll Mardi Gras Marathon genannten Events lief Berhane Adere mit 1:07:52 h die bis dahin schnellste Halbmarathon-Zeit auf US-amerikanischem Boden und schlug Kimberley Smith, die einen neuseeländischen Rekord aufstellte, um drei Sekunden. Martin Kiptoo Lel setzte sich bei den Männern gegen Marathon-Olympiasieger Samuel Kamau Wanjiru durch. 2011 holte Kimberley Smith mit 1:07:36 h den US-All-Comers-Rekord, den Meseret Defar beim Philadelphia-Halbmarathon verbessert hatte, zurück nach New Orleans.

## Auftretende Bands
- 2011: Bowling for Soup
- 2010: Cowboy Mouth, Sister Hazel

## Statistik

### Streckenrekorde
Marathon
- Männer: 2:11:01 h, Ron Tabb (USA), 1980
- Frauen: 2:35:09 h, Gayle Olinekova (CAN), 1980

Halbmarathon
- Männer: 1:00:59 h, Mo Farah (GBR), 2013
- Frauen: 1:07:25 h, Meseret Defar (ETH), 2013

### Siegerlisten
Quellen: Website des ehemaligen Veranstalters, ARRS, New Orleans Track Club

#### Marathon
| Datum         | Männer                   | Nation             | Zeit    | Frauen                | Nation                 | Zeit    |
| ------------- | ------------------------ | ------------------ | ------- | --------------------- | ---------------------- | ------- |
| 2020          | Brett Morley             | Vereinigte Staaten | 2:27:46 | Carly Forte           | Vereinigte Staaten     | 3:07:13 |
| 2019          | Ryan Hendricks           | Vereinigte Staaten | 2:33:07 | Kayla Campasino       | Vereinigte Staaten     | 2:55:03 |
| 2018          | Marcus Hoof              | Vereinigte Staaten | 2:33:43 | Kylen Cieslak         | Vereinigte Staaten     | 2:56:36 |
| 5. Feb. 2017  | Clay Emge                | Vereinigte Staaten | 2:34:16 | Hannah Cooling        | Vereinigte Staaten     | 2:50:28 |
| 28. Feb. 2016 | Geoffrey Burns           | Vereinigte Staaten | 2:24:58 | Meggan Franks         | Kanada                 | 2:51:50 |
| 25. Jan. 2015 | John Brigham             | Vereinigte Staaten | 2:28:45 | Samantha Gardner      | Vereinigte Staaten     | 3:03:41 |
| 2. Feb. 2014  | Ben Bruce                | Vereinigte Staaten | 2:21:56 | Andrea Duke           | Vereinigte Staaten     | 2:58:55 |
| 24. Feb. 2013 | Meyer Friedman -6-       | Vereinigte Staaten | 2:28:43 | Karen Lockyer         | Vereinigte Staaten     | 2:52:21 |
| 4. März 2012  | Meyer Friedman -5-       | Vereinigte Staaten | 2:27:02 | Meggan Franks         | Vereinigte Staaten     | 2:49:06 |
| 13. Feb. 2011 | Fred Joslyn              | Vereinigte Staaten | 2:18:49 | Joasia Zakrzewski     | Vereinigtes Königreich | 2:47:25 |
| 28. Feb. 2010 | Paul Wachira             | Kenia              | 2:22:31 | Karen Barlow          | Australien             | 2:46:06 |
| 1. Feb. 2009  | Meyer Friedman -4-       | Vereinigte Staaten | 2:24:32 | Autumn Ray -2-        | Vereinigte Staaten     | 2:58:23 |
| 24. Feb. 2008 | Meyer Friedman -3-       | Vereinigte Staaten | 2:25:52 | Autumn Ray            | Vereinigte Staaten     | 2:58:42 |
| 25. Feb. 2007 | Meyer Friedman -2-       | Vereinigte Staaten | 2:27:37 | Michelle Friedman     | Vereinigte Staaten     | 3:14:27 |
| 26. Feb. 2006 | Brendan Minihan          | Vereinigte Staaten | 2:36:44 | Karen Voss            | Vereinigte Staaten     | 3:11:08 |
| 27. Feb. 2005 | Meyer Friedman           | Vereinigte Staaten | 2:30:59 | Una Broderick         | Vereinigte Staaten     | 3:07:20 |
| 29. Feb. 2004 | Michael Little           | Vereinigte Staaten | 2:33:54 | Lisa Spenner          | Vereinigte Staaten     | 2:59:56 |
| 16. Feb. 2003 | Gabriel Lucido           | Vereinigte Staaten | 2:34:12 | Chris Purslow         | Vereinigte Staaten     | 3:08:43 |
| 17. Feb. 2002 | Christopher Toepfer      | Vereinigte Staaten | 2:32:09 | Lara Shaw             | Vereinigte Staaten     | 2:56:06 |
| 4. Feb. 2001  | David Michael Mullan -2- | Vereinigte Staaten | 2:32:22 | Jodi Jackson          | Vereinigte Staaten     | 3:01:53 |
| 6. Feb. 2000  | Steve Ritenour           | Vereinigte Staaten | 2:35:30 | Amy Hayes             | Vereinigte Staaten     | 3:00:40 |
| 30. Jan. 1999 | Dan Vollmer              | Vereinigte Staaten | 2:39:14 | Laurie Corbin         | Vereinigte Staaten     | 2:54:32 |
| 17. Jan. 1998 | Paul Mutai               | Kenia              | 2:31:13 | Cathie Koss           | Vereinigte Staaten     | 3:15:22 |
| 18. Jan. 1997 | John Viitanen -4-        | Kanada             | 2:32:51 | Lauren Kearney        | Vereinigte Staaten     | 3:13:27 |
| 20. Jan. 1996 | John Viitanen -3-        | Kanada             | 2:32:07 | Lisa Herman           | Vereinigte Staaten     | 2:57:12 |
| 21. Jan. 1995 | John Viitanen -2-        | Kanada             | 2:23:57 | Denise Billiot -2-    | Vereinigte Staaten     | 2:58:18 |
| 22. Jan. 1994 | Peter Kotland            | Vereinigte Staaten | 2:33:35 | Denise Billiot        | Vereinigte Staaten     | 3:15:41 |
| 16. Jan. 1993 | David Michael Mullan     | Vereinigte Staaten | 2:33:31 | Cheryl Boessow -2-    | Vereinigte Staaten     | 2:56:42 |
| 18. Jan. 1992 | John Viitanen            | Kanada             | 2:38:12 | Susan Foster          | Vereinigte Staaten     | 2:59:44 |
| 19. Jan. 1991 | Paul Waguespack          | Vereinigte Staaten | 2:37:41 | Lori Lazzari King -2- | Vereinigte Staaten     | 3:13:34 |
| 20. Jan. 1990 | Eugene Dedeaux -2-       | Vereinigte Staaten | 2:51:33 | Cheryl Boessow        | Vereinigte Staaten     | 2:55:03 |
| 21. Jan. 1989 | Mark Malander            | Vereinigte Staaten | 2:26:47 | Lori Ann Lazzari      | Vereinigte Staaten     | 3:07:49 |
| 30. Jan. 1988 | Alexander Thomas         | Vereinigte Staaten | 2:43:49 | Kay Overcash Jenkins  | Vereinigte Staaten     | 2:58:56 |
| 15. Feb. 1987 | Eugene Dedeaux           | Vereinigte Staaten | 2:44:21 | Bonnie Blue           | Vereinigte Staaten     | 3:02:17 |
| 16. Feb. 1986 | Doug Clark               | Vereinigte Staaten | 2:31:15 | Laura Walsh           | Vereinigte Staaten     | 3:23:38 |
| 24. Feb. 1985 | Doug Kurtis -3-          | Vereinigte Staaten | 2:25:59 | Jenni Peters          | Vereinigte Staaten     | 2:49:10 |
| 4. Feb. 1984  | Dan Skarda               | Vereinigte Staaten | 2:27:35 | Carol Madison         | Vereinigte Staaten     | 2:59:21 |
| 20. Feb. 1983 | Rodney Pearson           | Vereinigte Staaten | 2:23:41 | Angela Pikschus -2-   | Vereinigte Staaten     | 2:41:38 |
| 7. Feb. 1982  | Doug Kurtis -2-          | Vereinigte Staaten | 2:13:34 | Angela Pikschus       | Vereinigte Staaten     | 2:41:13 |
| 1. Feb. 1981  | Doug Kurtis              | Vereinigte Staaten | 2:33:59 | Wendy Stuart          | Kanada                 | 3:09:43 |
| 9. Feb. 1980  | Ron Tabb -2-             | Vereinigte Staaten | 2:11:01 | Gayle Olinekova -2-   | Kanada                 | 2:35:09 |
| 18. Feb. 1979 | John Dimick              | Vereinigte Staaten | 2:11:53 | Gayle Olinekova       | Kanada                 | 2:38:12 |
| 28. Jan. 1978 | Ron Tabb                 | Vereinigte Staaten | 2:22:42 | Doone Riley           | Kanada                 | 2:59:55 |
| 12. Feb. 1977 | Marty Sudzina            | Vereinigte Staaten | 2:27:03 | Tracy Sigler          | Vereinigte Staaten     | 3:11:10 |
| 7. Feb. 1976  | Bob Varsha               | Vereinigte Staaten | 2:20:50 | Connie Junghaus -2-   | Vereinigte Staaten     | 3:34:33 |
| 1. Feb. 1975  | Doug Schmenk             | Vereinigte Staaten | 2:27:07 | Connie Junghaus       | Vereinigte Staaten     | 3:21:33 |
| 2. Feb. 1974  | Norbert Sander           | Vereinigte Staaten | 2:23:51 | ---                   | ---                    | ---     |
| 3. Feb. 1973  | Amby Burfoot             | Vereinigte Staaten | 2:20:24 | ---                   | ---                    | ---     |
| 29. Jan. 1972 | Jack Bacheler            | Vereinigte Staaten | 2:26:41 | Terri Stranski -2-    | Vereinigte Staaten     | 4:32:12 |
| 20. Feb. 1971 | Pat McMahon              | Irland             | 2:29:29 | Terri Stranski        | Vereinigte Staaten     | 4:28:48 |
| 31. Jan. 1970 | Larry Fuselier           | Vereinigte Staaten | 2:37:40 | ---                   | ---                    | ---     |
| 15. Feb. 1969 | Billy Wicks              | Vereinigte Staaten | 2:35:59 | ---                   | ---                    | ---     |
| 1968          | nicht ausgetragen        | ---                | ---     | ---                   | ---                    | ---     |
| 21. Jan. 1967 | Larry Colpitts           | Vereinigte Staaten | 2:49:57 | ---                   | ---                    | ---     |
| 1966          | Dan Fuselier             | Vereinigte Staaten | 2:55:34 | ---                   | ---                    | ---     |
| 6. März 1965  | Henry Belin              | Vereinigte Staaten | 2:47:30 | ---                   | ---                    | ---     |

#### Halbmarathon
| Jahr         | Männer              | Nation                 | Zeit    | Frauen                  | Nation             | Zeit    |
| ------------ | ------------------- | ---------------------- | ------- | ----------------------- | ------------------ | ------- |
| 5. März 2023 |                     |                        |         |                         |                    |         |
| 6. Feb. 2022 | John Mastandrea     | Vereinigte Staaten     | 1:04:31 | Anne-Marie Blaney       | Vereinigte Staaten | 1:14:48 |
| 2020         | Panuel Mkungo       | Kenia                  | 1:02:05 | Amy Cragg               | Vereinigte Staaten | 1:16:53 |
| 2019         | Dathan Ritzenhein   | Vereinigte Staaten     | 1:01:24 | Berhane Dibaba          | Äthiopien          | 1:11:31 |
| 2018         | Kevin Castille      | Vereinigte Staaten     | 1:05:58 | Sarah Crouch            | Vereinigte Staaten | 1:17:31 |
| 2017         | Jack St. Marie      | Vereinigte Staaten     | 1:09:04 | Neely Spence Gracey -2- | Vereinigte Staaten | 1:11:02 |
| 2016         | Emil Dobrowolski    | Polen                  | 1:04:16 | Neely Spence Gracey     | Vereinigte Staaten | 1:14:19 |
| 2015         | Mika Popejoy        | Vereinigte Staaten     | 1:05:18 | Janet Cherobon-Bawcom   | Vereinigte Staaten | 1:12:22 |
| 2014         | Liam Burke          | Vereinigte Staaten     | 1:11:35 | Karen Lockyer           | Vereinigte Staaten | 1:20:29 |
| 2013         | Mo Farah            | Vereinigtes Königreich | 1:00:59 | Meseret Defar           | Äthiopien          | 1:07:25 |
| 2012         | Shadrack Biwott     | Vereinigte Staaten     | 1:04:23 | Gabariela Trana         |                    | 1:16:31 |
| 2011         | Josphat Boit        | Kenia                  | 1:03:57 | Kimberley Smith         | Neuseeland         | 1:07:36 |
| 2010         | Martin Kiptoo Lel   | Kenia                  | 1:01:07 | Berhane Adere           | Äthiopien          | 1:07:52 |
| 2009         | Hillary Kogo        | Kenia                  | 1:08:47 | Victoria Martinez       |                    | 1:21:17 |
| 2008         | Kevin Castille      |                        | 1:08:08 | Claudia Kasen           |                    | 1:27:09 |
| 2007         | Vaughn Gibbs        |                        | 1:14:15 | Jennifer Stark          |                    | 1:28:40 |
| 2006         | Meyer Friedman      | Vereinigte Staaten     | 1:12:15 | Ann Erath               |                    | 1:27:40 |
| 2005         | Timothy Vandervlugt |                        | 1:12:39 | Leslie Minnix Wolfe     |                    | 1:27:07 |
| 2004         | J. J. Garza         |                        | 1:16:52 | Kim Miltz               |                    | 1:20:22 |
| 2003         | Andrew Lilly        |                        | 1:12:15 | Erin Kelly              |                    | 1:26:29 |
| 2002         | Michael Dudley      | Vereinigte Staaten     | 1:05:52 | Cindy Pomeroy           |                    | 1:26:17 |
| 2001         | Gabriel Lucido      |                        | 1:10:57 | Marcy Reidl             |                    | 1:24:16 |
| 2000         | Johnny Loría        | Costa Rica             | 1:03:47 | Wende L. Cherry         |                    | 1:25:21 |
| 1999         | Brendan Minihan     |                        | 1:17:13 | Lynn MacDougall         |                    | 1:24:25 |
| 1998         | Per Kristian Moerk  |                        | 1:10:16 | Susan Molloy            |                    | 1:20:40 |